# 毛利就貞
毛利 就貞（もうり なりさだ）は、長州藩一門家老である阿川毛利家の11代当主。
父は毛利広規。兄は毛利広漢。養父は繁沢利充、毛利昌祉。子は繁沢得充、毛利房裕。養子に毛利房嘉。通称は猪之助、采女、次郎兵衛。初名は繁沢氏充（うじみつ）、繁沢就貞、のち毛利就貞。

## 生涯
享保15年（1730年）、阿川毛利家6代当主・毛利広規の三男として生まれる。初め、繁沢利充（のちの益田広堯）の養子となり家督を相続し、繁沢氏充と名乗ったが、後に藩主・毛利重就の偏諱を受け就貞に改名した。
天明2年（1782年）、阿川毛利家10代当主・毛利昌祉が16歳で早世したため、藩命で実家に帰家して家督相続し、阿川領主となる。加判役（家老）として藩主・毛利斉房に仕えた。文化元年（1804年）4月19日に死去した。享年75。家督は一門厚狭毛利家の毛利就宣の次男房嘉が養子となって相続した。実子の房裕は一門吉敷毛利家を相続した。